# Xyloprista fisheri
Xyloprista fisheri is een keversoort uit de familie boorkevers (Bostrichidae). De wetenschappelijke naam van de soort is voor het eerst geldig gepubliceerd in 1978 door Rai.